# 三加茂站
三加茂站（日语：／ Mikamo eki */?）是一位於日本德島縣三好郡東三好町、隸屬於四國旅客鐵道（JR四國）的鐵路車站。車站編號為B21。現時只停靠普通列車。

## 車站結構
本站屬於1960年代所增設的大量通勤車站之一，為節省成本及日後的保養費用，這類車站一律採用簡易車站模式，不設有站舍，並只在月台上加建有蓋候車亭及座椅。
車站入口位於月台末端向阿波加茂站，為混合斜道及梯級，由路面先需要上兩級矮身梯級，再沿斜道直達月台。候車亭設於月台中央位置。由於並沒有設有自動售票機，乘客須直接在列車上取票或向乘務員購票。車站只設有側式月台1個，列車不能在此站進行交換，有效長度為3輛。列車靠站時，上行往德島方向為左側開門，下行往阿波池田方向則為右側開門。

### 月台配置
| 路線    | 方向 | 目的地         | 備註 |
| ------- | ---- | -------------- | ---- |
| ■德島線 | 下行 | 阿波池田方向   |      |
| ■德島線 | 上行 | 穴吹、德島方向 |      |

## 歷史
- 1961年12月15日：開業。:
- 1987年4月1日：日本國鐵分割民營化，車站的營運由JR四國繼承。

## 相鄰車站
四國旅客鐵道（JR四國）
■德島線
江口（B20）－三加茂（B21）－阿波加茂（B22）